# Дубраве (Градишка)
Дубраве су насељено мјесто на подручју града Градишка, Република Српска, БиХ. Према попису становништва из 1991. у насељу је живјело 2.581 становника.

## Становништво
| Националност       | 1991.          | 1981.          | 1971.          |
| Муслимани          | 2.413 (93,49%) | 2.124 (89,92%) | 1.814 (96,48%) |
| Срби               | 36 (1,39%)     | 25 (1,05%)     | 29 (1,54%)     |
| Хрвати             | 4 (0,15%)      | 5 (0,21%)      | 1 (0,05%)      |
| Југословени        | 74 (2,86%)     | 158 (6,68%)    | 10 (0,53%)     |
| остали и непознато | 54 (2,09%)     | 50 (2,11%)     | 26 (1,38%)     |
| Укупно             | 2.581          | 2.362          | 1.880          |

| Демографија | Демографија | Демографија |
| Година      | Становника  | Становника  |
| ----------- | ----------- | ----------- |
| 1961.       | 1.579       |             |
| 1971.       | 1.880       |             |
| 1981.       | 2.362       |             |
| 1991.       | 2.582       |             |

## Извор
- Књига: „Национални састав становништва — Резултати за Републику по општинама и насељеним мјестима 1991.", статистички билтен бр. 234, Издање Државног завода за статистику Републике Босне и Херцеговине, Сарајево.